# Coeriana funebris
Coeriana funebris är en fjärilsart som beskrevs av William Schaus 1914. Coeriana funebris ingår i släktet Coeriana och familjen nattflyn. Inga underarter finns listade i Catalogue of Life.